# Astar
Astar är ett svenskt företag verksamt inom olika former av vuxenutbildningar som Komvux och arbetsmarknadsutbildningar, främst med praktiska inriktningar. Förutom utbildningar sköter Astar även arbetsmarknadsmatchningar på uppdrag av Arbetsförmedlingen, där en arbetssökande matchas ihop med en potentiell arbetsgivare.

## Historia
Astar var tidigare JB Kompetens och ingick då i koncernen JB Education som grundades under 1990-talet av Rune Tedfors. JB Education ansökte under 2013 om konkurs efter att deras gymnasieskolor, friskolorna John Bauergymnasiet, gett upphov till stora skulder. Samtliga av företagets verksamheter avverkades eller såldes till nya ägare under konkursen. JB Kompetens förvärvades samma år av ThorenGruppen och bytte namn till Astar. Astar såldes 2025 och blev en fristående skola som ägs av Katharina Sjögren Edström och Hannah Börefelt.

## Utbildningar
De kommunala vuxenutbildningarna var 2025 främst yrkesutbildningar.
Även Arbetsmarknadsutbildningar erbjöds och Svenska för invandrare där språkundervisningen har kombinerats med yrkesämnen.